# Carl Eichhorn (Pfarrer, 1810)

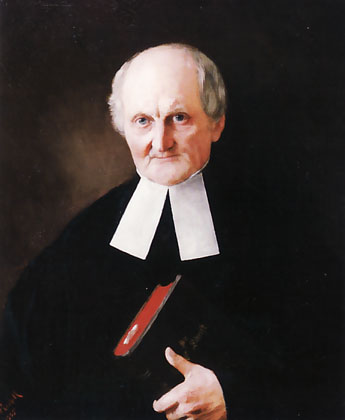
Porträt von Carl Eichhorn, gemalt von Theodor Rocholl

Carl Eichhorn (* 11. Juli 1810 in Kembach; † 8. Februar 1890 in Korbach) war ein lutherischer Pastor in Baden und in Hessen.

## Leben
Carl Eichhorn wurde im Pfarrhaus zu Kembach bei Wertheim (Baden) geboren. Er studierte Theologie in Halle und Heidelberg. In Halle wurde durch August Tholuck das Verständnis für die Wahrheitsfragen der Heiligen Schrift geweckt. Sein Weg führte ihn zunächst als Hilfsprediger nach Hilsbach, danach nach Bofsheim und 1847 nach Nußloch, wo er jeweils in Pfarreien der badischen unierten Landeskirche wirkte. Das Großherzogtum Baden hatte bereits 1821 die Union der lutherischen und der reformierten Kirche eingeführt. Die Kirche nannte sich „Vereinigte evangelisch-protestantische Kirche“.
Ermutigt durch seinen Freund Wilhelm Löhe, entschied sich Eichhorn für die Trennung von dieser Kirche und gab dies am 3. November 1850 im Sonntagsgottesdienst seiner Gemeinde bekannt. In der Schrift Ein Wort der Verständigung, die im gleichen Jahr erschien, zeigte er die Notwendigkeit der Abkehr von der Union. In seiner bedrängten Situation fand Eichhorn Hilfe bei der Evangelisch-Lutherischen Kirche in Preußen. Im Jahre 1851 begab sich Eichhorn auf den Weg nach Steeden und legt bei Pfarrer Friedrich Brunn eine Rechtgläubigkeitsprüfung ab. Am 20. April 1851 ordinierte Pfarrer Brunn Pfarrer Eichhorn auf sämtliche Bekenntnisschriften für die sich bildende lutherische Gemeinde in Ihringen.
Für Eichhorn folgten jetzt Jahre der Verfolgung. Die Betreuung der lutherischen Gemeinden sollte unmöglich gemacht werden. Die Gottesdienste mussten bei Nacht und in den umliegenden Wäldern gefeiert werden. Mehrmals wurde er inhaftiert. Tagelange Reisen, oft in durchnässten Kleidern, waren nötig, den neu entstandenen lutherischen Gemeinden mit Wort und Sakrament zu dienen. Es sammelten sich lutherische Gemeinden unter anderem in Nußloch, Lindelbach, Söllingen, Lörrach, Durlach, Diedelsheim, Bretten, Ispringen und Ihringen am Kaiserstuhl. Wertvolle Hilfe erhielt Eichhorn, als Pastor August Wilhelm Ludwig, Lörrach, aus der Unionskirche ausstieg. 
Im Jahre 1856 erfolgte seitens der Staatsregierung eine Duldung der Lutheraner. Doch die jetzt folgenden Jahre waren für die badische Kirche und für Eichhorn die leidvollsten. Pastor Georg Friedrich Haag kehrte von Pommern nach Baden zurück und brach in die dortigen Gemeinden ein und schwächte den Zusammenhalt der Gemeinden. Pastor Ludwig kehrte angesichts dieser Verwirrung in die Union zurück. Durch Max Frommel, seit 1858 Pastor der Gemeinde Ispringen, wurden die Lehrstreitigkeiten der preußischen Lutheraner auch Thema der badischen Kirche. Frommels Bestreben war, eine Trennung vom Oberkirchencollegium in Breslau (OKC) zu erreichen. Für Eichhorn war dies gewissensmäßig nicht nachvollziehbar. Doch Frommel, ein gewandter und sich selbst viel zutrauender Mann, gelang es schließlich, den weitaus größten Teil der badischen Lutheraner an sich zu ziehen. Eichhorns Gemeinde, Ihringen, wurde dadurch derartig geschwächt, dass Eichhorn die badische Kirche verlassen musste.
Im Jahre 1867 nahm er einen Ruf an, der ihn ins Fürstentum Waldeck führte, zur Betreuung der beiden zum Breslauer Verband zählenden Gemeinden Korbach und Sachsenberg. Bis 1890 verrichtete er hier seinen Dienst mit Wort und Sakrament. Bei dem Beginn seiner Tätigkeit zählten die beiden Gemeinden 200 Seelen. Als er seinen Dienst beendete, waren es 300. Auch in Bergheim, einer hinzugewonnenen Gemeinde, wurden regelmäßig Gottesdienste gefeiert. Als 80-Jähriger, bei einer Fahrt nach Züschen, um Alten und Schwachen das heilige Abendmahl zu spenden, verunglückte er tödlich.
Seine Söhne Wilhelm und Carl wurden ebenfalls Theologen.